# San Antonio Sibacaj
San Antonio Sibacaj är en ort i Mexiko.   Den ligger i kommunen Teopisca och delstaten Chiapas, i den sydöstra delen av landet, 800 km öster om huvudstaden Mexico City. San Antonio Sibacaj ligger 2 355 meter över havet och antalet invånare är 152.
Terrängen runt San Antonio Sibacaj är kuperad åt nordost, men åt sydväst är den bergig. Runt San Antonio Sibacaj är det ganska tätbefolkat, med 104 invånare per kvadratkilometer. Närmaste större samhälle är San Cristóbal de las Casas, 18,0 km nordväst om San Antonio Sibacaj. I omgivningarna runt San Antonio Sibacaj växer huvudsakligen savannskog.